# Partij van de Nationale Eenheid

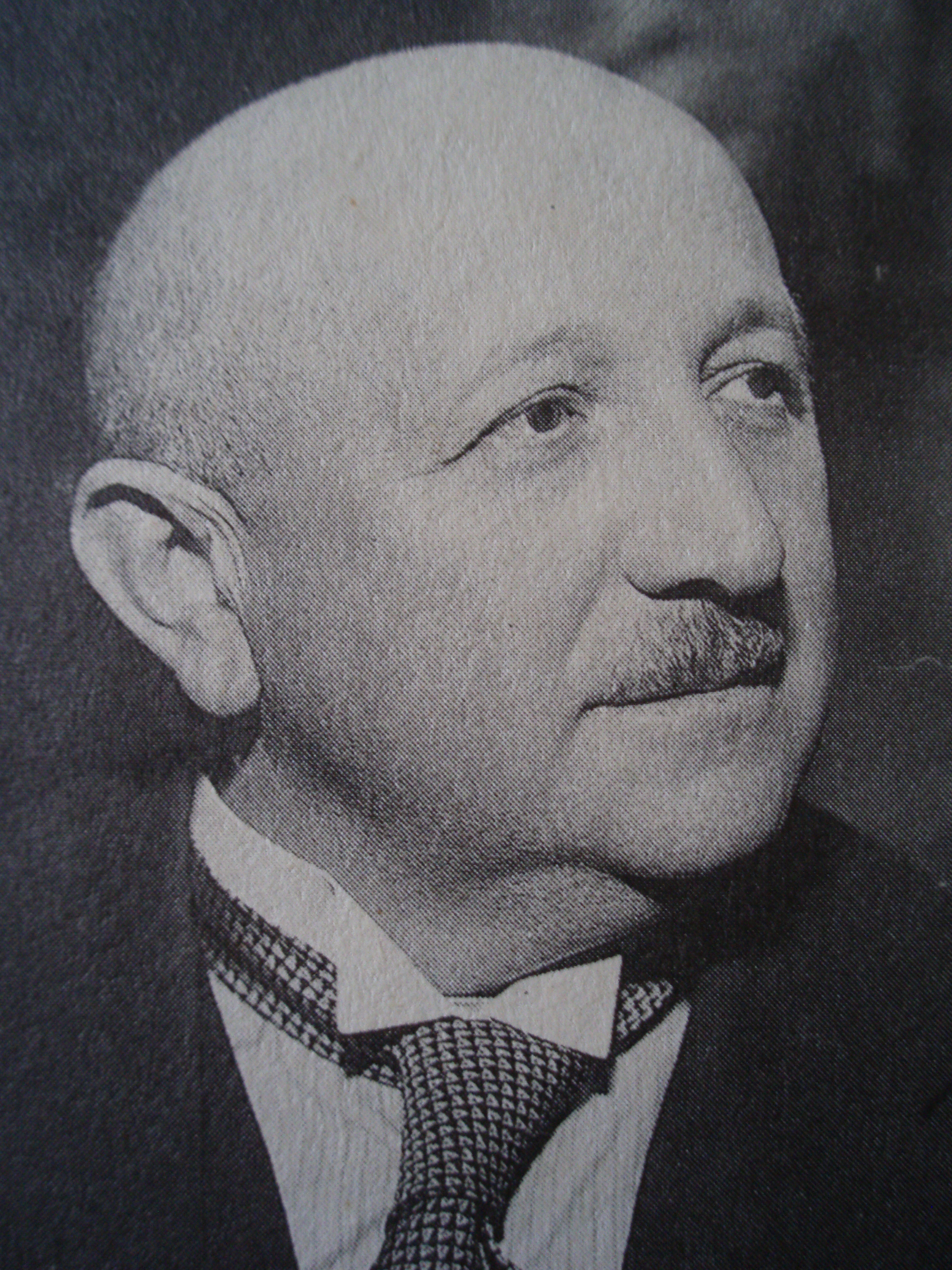
Partijleider Rudolf Beran (1887-1954)

De Partij van de Nationale Eenheid (Tsjechisch: Strana národní jednoty, SNJ) was een politieke partij tijdens de Tweede Tsjecho-Slowaakse Republiek. De SNJ ontstond na een fusie van de rechtse partijen, RSZML, NSj, ČŽOS, de ČSL, de NOF, enkele kleinere rechtse partijen en een deel van de ČSNS. De SNJ was alleen actief in het Tsjechische deel van Tsjecho-Slowakije; in het Slowaakse deel van de republiek vervulde de Hlinka Slowaakse Volkspartij - Partij van Slowaakse Nationale Eenheid (HSL'S-SSNJ) eenzelfde rol. Naast de rechtse SNJ werd in Tsjechië nog een tweede, linkse partij toegelaten, de Nationale Arbeiderspartij (Národní strana práce).

## Geschiedenis
Na de annexatie van Sudetenland door Nazi-Duitsland dat werd goedgekeurd tijdens Verdrag van München in september 1938, trad president Edvard Beneš in oktober 1938 af. Hij werd opgevolgd door de academicus Emil Hácha. In een poging het restant van Tsjecho-Slowakije te behouden werd het land omgevormd tot een federatie met een grote mate van autonomie voor Slowakije (Tweede Tsjecho-Slowaakse Republiek). Politici, waarvan Rudolf Beran de belangrijkste was, beschouwden het creëren van nationale eenheid als hun voornaamste taak. Besloten werd tot het invoeren van een tweepartijenstelsel met aan de ene kant van het politieke spectrum de rechtse SNJ en aan de linkerzijde van het politieke spectrum de NSP. De rechtse partijen die opgingen in de SNJ hadden een meerderheid in het parlement en Beran werd door Hácha benoemd tot premier. De invloed van de linkse NSP was veel kleiner. De SNJ was quasi-fascistisch, maar behield toch een zeker democratisch profiel. De inval van de Duitsers en de instelling van het Protectoraat Bohemen en Moravië in maart 1939 maakte een einde aan de SNJ die opging in de fascistische en door de bezetter gecontroleerde Nationale Gemeenschap (Národní souručenství, NS).

## Ideologie
De partij was voorstander van het concept van "autoritaire democratie" (een niet nader omschreven concept).